# Pont-Audemer
Pont-Audemer ist eine französische Gemeinde mit 9.950 Einwohnern (Stand: 1. Januar 2022) im Département Eure in der Region Normandie. Sie gehört zum Arrondissement Bernay und ist Hauptort des Kantons Pont-Audemer.
Sie entstand als namensgleiche Commune nouvelle mit Wirkung vom 1. Januar 2018 durch die Zusammenlegung der bisherigen Gemeinden Pont-Audemer und Saint-Germain-Village, die in der neuen Gemeinde den Status einer Commune déléguée haben. Der Verwaltungssitz befindet sich im Ort Pont-Audemer.

## Gliederung
| Ortsteil                       | ehemaliger INSEE-Code | Fläche (km²) | Einwohnerzahl zum 1. Januar 2019 |
| ------------------------------ | --------------------- | ------------ | -------------------------------- |
| Pont-Audemer (Verwaltungssitz) | 27467                 | 9,35         | 8249                             |
| Saint-Germain-Village          | 27549                 | 5,31         | 1733                             |

## Geografie
Pont-Audemer liegt in Nordfrankreich an der Risle, zwischen Roumois und Lieuvin. Das Gemeindegebiet gehört zum Regionalen Naturpark Boucles de la Seine Normande.

## Politik
Pont-Audemer ist Sitz des Kantons Pont-Audemer und des Gemeindeverbands Communauté de communes de Pont-Audemer Val de Risle.

## Geschichte
Im Zweiten Weltkrieg wurde Pont-Audemer am 26. August 1944 durch britisch-kanadische Truppen von der deutschen Besatzung befreit.

## Wirtschaft und Infrastruktur
Der Touristenzug Pontaurail verbindet Pont-Audemer mit Honfleur. Er fährt dreimal täglich an Sonn- und Feiertagen von Mitte Juni bis Ende August durch das Tal der Risle und bis zur Mündung der Seine.
Pont-Audemer ist mit fünf @s als Ville Internet (‚Internetstadt‘) eingestuft. Die „@s“ werden an Städte vergeben, die den Ausbau und die Nutzung des Internets fördern, wobei maximal fünf @s vergeben werden.
Auf dem Gemeindegebiet gelten kontrollierte Herkunftsbezeichnungen (AOC) für Camembert (Camembert de Normandie), Pont-l’Évêque, Calvados (Calvados Pays d’Auge) und Pommeau (Pommeau de Normandie) sowie geschützte geographische Angaben (IGP) für Schweinefleisch (Porc de Normandie), Geflügel (Volailles de Normandie) und Cidre (Cidre de Normandie und Cidre normand).

## Töchter und Söhne der Stadt
- Philippe du Bec (1519–1605), Kleriker aus dem Haus Crespin
- Guillaume Costeley (1531–1606), Organist und Komponist
- Jean-François Delacroix (1753–1794), Politiker der Französischen Revolution
- John Baptiste Charles Lucas (1758–1842), französisch-US-amerikanischer Politiker
- Anne-Marie Staub (1914–2012), Biochemikerin
- Odile Pierre (1932–2020), Organistin, Komponistin und Musikpädagogin
- Laetitia Casta (* 1978), Schauspielerin
- Adriani Vastine (* 1984), Boxer